# 大矢敦子
大矢 敦子（おおや あつこ、1979年〈昭和54年〉12月11日 - ）は、日本のモデル、タレント、女優。愛知県名古屋市出身。オスカープロモーション所属。

## 略歴
愛知淑徳高等学校→愛知淑徳大学卒業。大学卒業後に上京し、『劇団離風霊船』（りぶれせん）の劇団員として舞台女優活動を開始。女優業と並行しながら24歳でオスカープロモーションとタレント契約を交わし、モデルやテレビ・ラジオCM、ドラマに多数出演する。
私生活では2012年7月に結婚し、二児の母。2021年には長男がオスカーで子役活動を始め、北村和幸や鈴木麻里とCM共演を果たしている。

## 人物
- 趣味：フルート・日舞
- 特技：書道
- 資格：基本情報技術者・書道師範・司書・学芸員・普通運転免許
- 女優の茂手木桜子は高校時代の同級生で、同じ演劇部に所属していた[7]。

## 出演

### テレビ
- BSスタイル（NHK衛星放送の宣伝番組キャスター）
- まちの記憶（J:COMチャンネル）（リポーター）[8]
- 絶対零度〜未解決事件特命捜査〜 第3話（CX）(ドラマ) 田口成美 役
- 中居正広の金曜日のスマイルたちへ（TBS）(再現VTR)
- 黒い太陽2007SP（EX）(ドラマ)
- GIRL FRIENDS（CX）(ドラマ)
- 死ぬかと思った〜天使と悪魔〜（NTV）(ドラマ)
- 死刑基準（WOWOW）（ドラマ）小倉万葉子 役[9]

### CM
- イーネット
- メディケア「デンタルクリーム」
- マクドナルド「サラダディッシュ〜えびフリッター編〜」
- SUBARU「輝きのある時間編」
- 東芝エレベーター「いろんな笑顔編」
- NTTドコモ東海「あの人も納得編」
- からだ巡茶「涙浴編」
- 東京都民銀行(ラジオ)
- ヤマザキ(ラジオ)
- 再春館製薬所「ドモホルンリンクル」（ラジオ）[10]

### ラジオ
- NEO STREAM NIGHT bayfm (DJ)

### 舞台
※2002年〜2012年「劇団離風霊船」
- HAKKEN-DEN（2002年10月）
- 黄金の国2003（2003年9月）
- 渚家にて（2004年6月）
- 閉ざされて（2005年4月、2012年4月）
- クロスゼロ（2006年5月）
- Long Long Time Ago（2006年11月）
- IRDX-F（2008年5月）
- 黒船だぁ!（2008年10月）
- ヘンシン（2009年4月）
- コーポ桜木101号室（2009年12月）他